# Sinochlora szechwanensis
Sinochlora szechwanensis är en insektsart som beskrevs av Tinkham 1945. Sinochlora szechwanensis ingår i släktet Sinochlora och familjen vårtbitare. Inga underarter finns listade i Catalogue of Life.